# 宮原直樹
宮原 直樹（みやはら なおき、1965年12月23日- ）は、日本のアニメ監督、アニメーター、CGディレクターである。東映アニメーション所属。長崎県対馬市出身。

## 略歴
幼少期から絵に親しんでおり、小学2年生頃からはコマを割った漫画も描いていた。高校時代は美術部に所属。
高校卒業後上京し、東京デザイナー学院のアニメーション科へ進学。
1986年、東映動画（現在の東映アニメーション）に第2期研修生として入社。作画アニメーターとしてキャリアをスタート。
「ドラゴンボールZ」で作画監督、「デジモンアドベンチャー」では総作画監督を務めた。
入社15年目の2000年、自ら志願し当時立ち上がったばかりのデジタル映像部へと異動。以降CG制作に携わるようになる。
2008年、フルCG短編シリーズ「ロボディーズ -RoboDz- 風雲編」にキャラクターデザイナーとして携わった後、2009年「フレッシュプリキュア！」からプリキュアシリーズに参加。EDダンス映像のCGディレクターを務めた。2011年には全国のイベント会場で上映されたフルCGダンスムービー『プリキュアオールスターズDX 3Dシアター』で初監督を務め、2016年には自身の誕生日でもある12月23日に東映アニメーション60周年記念映画「ポッピンQ」にて映画監督デビューを果たした。
2017年、短編映画「Petit（プチ）☆ドリームスターズ！レッツ・ラ・クッキン？ショータイム！」で監督を務める。プリキュアシリーズの劇場版で自身初の監督を務めた。
2024年、映画「わんだふるぷりきゅあ!ざ・むーびー! ドキドキ♡ゲームの世界で大冒険!」ではプリキュアシリーズにおける自身初の長編映画監督を務め、劇場版シリーズ歴代興収第2位を更新する大ヒットとなった。

## 人物・エピソード
- 「ドラゴンボールZ」は、西尾大介の手がけた映画に衝撃を受けた宮原が自ら社内のツテを使い志願し、スタッフに混ぜてもらった。[2]
- 自身が監督を務めた「ポッピンQ」関連では、ファンミーティング等のイベントに自ら積極的に参加するなど、ファンとの交流にも力を入れている。
- 西武ライオンズのファンである。
- 東映アニメーションの同期には稲上晃、爲我井克美などがいる。

## 参加作品

### テレビアニメ
- ドラゴンボールZ（原画、作画監督[注 2]、総作画監督[注 3]）
- ドラゴンボールGT（作画監督[注 4]、総作画監督[注 5]）
- ふしぎ魔法ファンファンファーマシィー（作画監督[注 6]）
- デジモンアドベンチャー（総作画監督）
- Xenosaga THE ANIMATION（CGディレクター）
- 怪 ～ayakashi～（CGディレクター）
- ロボディーズ -RoboDz- 風雲篇（キャラクターデザイン）
- フレッシュプリキュア!（CGデザイナー）[5]
- スイートプリキュア♪（CGデザイナー）
- マジンボーン（絵コンテ）[注 7]

### 劇場アニメ
- GO! GO! ACKMAN（1994年　作画監督）

- ドラゴンボール 最強への道（1996年　作画監督補佐）
- 貯金戦士キャッシュマン（1997年　作画監督）
- 映画 デジモンアドベンチャー ぼくらのウォーゲーム!（2000年　CGアニメーター）
- 映画 デジモンアドベンチャー02 前編・デジモンハリケーン上陸!!／後編・超絶進化!!黄金のデジメンタル（2000年　CGアニメーター）
- 映画 デジモンアドベンチャー02 ディアボロモンの逆襲（2001年　CGアニメーター）
- 映画 おジャ魔女どれみ♯（2000年　CGアニメーター）[6]
- ジャンゴのダンスカーニバル（2001年　CGディレクター）
- も〜っと! おジャ魔女どれみ カエル石のひみつ（2001年　CGディレクター）[5]
- 映画 フレッシュプリキュア! おもちゃの国は秘密がいっぱい!?（2009年　CGアニメーションディレクター）
- 映画 プリキュアオールスターズDX2 希望の光☆レインボージュエルを守れ!（2010年　ダンスCGディレクター）[5]
- 映画 プリキュアオールスターズDX3 未来にとどけ! 世界をつなぐ☆虹色の花（2011年　オープニングステージデザイン）
- ドラゴンボールＺ 神と神（2013年　CG監督）
- ポッピンQ(2016年　監督、音響監督、絵コンテ)
- Petit（プチ）☆ドリームスターズ！レッツ・ラ・クッキン？ショータイム！（2017年　監督）
- THE FIRST SLAM DUNK（2022年　演出）[7]
- 映画 プリキュアオールスターズF （2023年　演出[注 8]）[8][9]
- わんだふるぷりきゅあ!ざ・むーびー! ドキドキ♡ゲームの世界で大冒険!（2024年　監督[10]、絵コンテ）

### イベント会場用作品
- プリキュアオールスターズDX 3Dシアター（2011年　監督）